# Zidona
Zidona là một chi ốc biển, là động vật thân mềm chân bụng sống ở biển trong họ Volutidae.

## Các loài
Các loài thuộc chi Zidona bao gồm:
- Zidona dufresnei (Donovan, 1823)[2]